# 坂本忠久
坂本 忠久（さかもと ただひさ）は、日本の映画プロデューサー。

## 人物
横浜放送映画専門学院（現・日本映画大学）3期卒業。同期には、撮影技師のさのてつろう、編集技師の島村泰司他がいる。

## 主な作品

### 映画
- 『それから』（製作進行・1985年）
- 『そろばんずく』（製作進行・1986年）
- 『愛と平成の色男』（製作進行主任・1989年）
- 『キッチン』（製作担当・1989年）
- 『未来の想い出』（製作担当・1998年）
- 『免許がない!』（製作担当・1994年）
- 『（ハル）』（製作担当・1996年）
- 『キリコの風景』（1998年）
- 『LOVE SONG』（2001年）
- 『大河の一滴』（2001年）
- 『化粧師』（2002年）
- 『命』（2002年）
- 『実録・安藤昇侠道伝 烈火』（2002年）
- 『69 sixty nine』（2004年）
- 『北の零年』（協力・2004年）
- 『涙そうそう』（2006年）
- 『寝ずの番』（2006年）
- 『キャッチ ア ウェーブ』（2006年）
- 『少林少女』（2008年）
- 『次郎長三国志』（2008年）
- 『風が強く吹いている』（2009年）
- 『旭山動物園物語 ペンギンが空をとぶ』（2009年）
- 『源氏物語 千年の謎』（2011年）
- 『R100』（2013年）
- 『悪夢ちゃん The 夢ovie』（2014年）
- 『高台家の人々』（2016年）
- 『TOO YOUNG TO DIE! 若くして死ぬ』（2016年）
- 『サクラダリセット 前篇』（2017年）
- 『サクラダリセット 後篇』（2017年）
- 『コーヒーが冷めないうちに』（2018年）
- 『ういらぶ。』（2018年）

| スタブアイコン | サブスタブ | この項目は、まだ閲覧者の調べものの参照としては役立たない、人物に関連した書きかけの項目です。この項目を加筆・訂正などしてくださる協力者を求めています（P:人物伝/PJ:人物伝）。 |